# Campeonato Europeo de Bádminton de 1988
El XI Campeonato Europeo de Bádminton se celebró en Kristiansand (Noruega) del 10 al 16 de abril de 1988 bajo la organización de la Unión Europea de Bádminton (EBU) y la Federación Noruega de Bádminton.

## Medallistas
| Evento               | Oro                                               | Plata                                        | Bronce                                                                                  |
| -------------------- | ------------------------------------------------- | -------------------------------------------- | --------------------------------------------------------------------------------------- |
| Individual masculino | Darren Hall Inglaterra                            | Morten Frost Dinamarca                       | Andrei Antropov URSS Michael Kjeldsen Dinamarca                                         |
| Dobles masculino     | Jens Peter Nierhoff Michael Kjeldsen Dinamarca    | Steen Fladberg Jan Paulsen Dinamarca         | Chris Rees · Lyndon Williams · Gales Peter Axelsson · Stefan Karlsson · Suecia          |
| Individual femenino  | Kirsten Larsen Dinamarca                          | Christina Bostofte Dinamarca                 | Eline Coene · Países Bajos Christine Magnusson · Suecia                                 |
| Dobles femenino      | Dorte Kjær Nettie Nielsen Dinamarca               | Julie Munday Gillian Clark Inglaterra        | Maria Bengtsson · Christine Magnusson · Suecia Katrin Schmidt · Kirsten Schmieder · RFA |
| Dobles mixto         | Steen Fladberg Gillian Clark Dinamarca Inglaterra | Alex Meijer · Erica van Dijck · Países Bajos | Henrik Svarrer · Dorte Kjær · Dinamarca Jan-Eric Antonsson · Maria Bengtsson · Suecia   |

## Medallero
| Núm. | País         | Oro | Plata | Bronce | Total |
| ---- | ------------ | --- | ----- | ------ | ----- |
| 1    | Dinamarca    | 4   | 3     | 2      | 9     |
| 2    | Inglaterra   | 2   | 1     | 0      | 3     |
| 3    | Países Bajos | 0   | 1     | 1      | 2     |
| 4    | Suecia       | 0   | 0     | 4      | 4     |
| 5    | Gales        | 0   | 0     | 1      | 1     |
| 5    | RFA          | 0   | 0     | 1      | 1     |
| 5    | URSS         | 0   | 0     | 1      | 1     |
|      | TOTAL        | 6   | 5     | 10     | 21    |